# Кочламазашвили, Иосиф Дмитриевич
Иосиф Дмитриевич Кочламазашвили (груз. იოსებ დიმიტრის ძე კოჭლამაზაშვილი; 1906 — 1969) — советский государственный и партийный деятель.

## Биография
- 1924 — член РКП(б). Назначен на комсомольскую и партийную работу в АССР Аджаристана ГрузССР.
- 1937 — 1-й секретарь Гурджаанского районного комитета КП(б) Грузии, с апреля 1937 года 1-й секретарь Аджарского областного комитета КП(б) Грузии.
- 1938 — 2-й секретарь ЦК КП(б) Грузии
- 8.7.1938 — 24.3.1947 — Председатель Верховного Совета Грузии
- 9.1938 — 11.5.1943 — председатель Исполнительного комитета Тбилисского городского Совета
- 1943—1946 — заместитель председателя СНК Грузинской ССР по животноводству
- 1946—1947 — министр животноводства Грузинской ССР, затем до 1949 министр мясной и молочной промышленности Грузинской ССР
- 1948—1953 — председатель Грузинского республиканского Совета профсоюзов
- 1953 — член Бюро ЦК КП(б) — КП Грузии, после смерти Сталина понижен до кандидата в члены Бюро ЦК КП(б) — КП Грузии и назначен министр торговли Грузинской ССР

## Награды
- Орден Ленина
- Орден Красной Звезды
- 2 ордена Трудового Красного Знамени